# Let It Burn LP (Part Two)
Let It Burn LP (Part Two) − drugi album studyjny kanadyjskiego producenta muzycznego Datsika, wydany 24 września 2013 roku przez Firepower Records. Jest następcą wydanego wcześniej w tym samym roku minialbumu Cold Blooded EP (Part One).

## Lista utworów
1. "Let It Burn" - 4:24
2. "East Side Swing" - 3:56
3. "Hold It Down" (feat. Georgia Murray) - 4:34
4. "Scum" - 3:48
5. "Buckshot" - 4:32
6. "Oxygen" (feat. Zyme) - 3:44
7. "Glock Burst" (Datsik & Getter) - 3:47
8. "Closer to the Sun" (Datsik & Bais Haus) - 7:07
9. "Athena" - 4:24
10. "All or Nothing" - 4:12